# Вукович, Владимир
Владимир Вукович (хорв. Vladimir Vuković; 26 августа 1898, Загреб — 18 ноября 1975, Загреб) — югославский шахматист и шахматный теоретик; международный мастер (1951), международный арбитр (1952). Один из организаторов шахматного движения в Югославии.
Шахматный литератор. Редактор журнала «Шаховски гласник» (1925—1929, 1935—1937) и «Югословенски шаховски гласник» (1953—1968); издатель журнала «Шаховски весник» (1946—1947). В 1-м чемпионате Югославии (1921) — 3-е место. В составе команды Югославии участник шахматной Олимпиады 1927.
В начале 1920-х годов успешно выступал в международных турнирах: Вена (1921) — 4-7-е (с Э. Грюнфельдом, С. Тартаковером и А. Вайдой); Вена (1922) — 10-11-е (с Р. Шпильманом); Дьёр (1924) и Дебрецен (1925) — 4-5-е места.

## Книги
- Razvoj šahovskih ideja, Zagreb, 1928;
- Uvod u šah, Zagreb, 1947;
- Suvremena teorija otvorenja, kn. 1—2, Zagreb, 1947;
- Od Stejnitza do Botvinika, kn. 1—2, Zagreb, 1949 — 50;
- Umijece šahovskog napada, Zagreb, 1959;
- Šahovska žrtva, Zagreb, 1964;
- Antologija šahovskog maistorstva Jugoslavije, Zagreb, 1972 (соавтор).